# Takeda Sōkaku
En aquest nom japonès, el cognom és Takeda.
Takeda Sōkaku (en japonès 武田 惣角, Takeda Sōkaku) (Aizu, Província de Mutsu, Japó 10 d'octubre de 1859- Prefectura d'Aomori, Japó, 25 d'abril de 1943) va ser el darrer membre d'una família de samurais que va consagrar la seva vida a difondre les arts marcials del seu clan, especialment el daitō-ryū jujutsu, que més tard es va anomenar daitō-ryū aikijutsu. Així, Takeda Sōkaku va ser alhora un dels darrers guerrers del Japó tradicional i un dels primers mestres d'arts marcials en el seu sentit modern.

## Biografia
Takeda Sōkaku va néixer l'any 1859 a una vila de la regió d'Aizu (avui en dia dins del Districte de Kawanuma a la Prefectura de Fukushima) en els darrers anys del Shogunat Tokugawa. Sent infant va rebre les ensenyances del seu pare, el samurai Takeda Sokichi, cap del clan. Del 1875 al 1898 va continuar la seva formació a Oshiki Uchi, amb el també samurai Saigō Tanomo.
Aquest darrer va aconsellar Sōkaku de fer conèixer les tècniques del clan Aizu a altres persones, cosa que aquest va fer i des d'aleshores es va posar a ensenyar a través de tot el Japó. Sōkaku va anomenar el seu art Daito (nom del castell d'on eren originaris els Aizu), seguit del terme aiki (concepte filosòfic que vol dir 'unificació') i de jūjutsu (tècnica de combat a mans nues), el que va donar daitōryū aikijūjutsu.
D'entre els milers de deixebles que va tenir destaca Morihei Ueshiba, el futur fundador de l'aikido. Ueshiba va conèixer Takeda a Hokkaidō el 1915 i va esdevenir el seu deixeble-assistent, rebent, el 1922, el diploma oficial de mestre de daitōryū aikijūjutsu.
Takeda Sōkaku va morir el 1943, amb 83 anys, deixant la seva escola a càrrec del seu fill Tokimune Takeda (1916-1993).